# 10 Minuten Jeugdjournaal
Het 10 Minuten Jeugdjournaal is het jeugdjournaal van Suriname, gericht op kinderen tussen de 12 en 14 jaar.
Het programma werd in 2004 opgezet met hulp van de Nederlandse stichting Freevoice. Het programma wordt in Paramaribo gemaakt door een redactie die lang onder leiding stond van NOS-correspondente Hennah Draaibaar.
De eerste uitzending van '10 minuten' was op 22 oktober 2004. In Suriname wordt het programma drie keer per week uitgezonden door de Surinaamse Televisie Stichting (STVS) en in Nederland door de Amsterdamse stadszender AT5. Later werd het in Suriname ook getoond op de zender Ampies Broadcasting Corporation Suriname (ABC).
In 2024 heeft Iwan Brave na twintig jaar de rol van hoofdredacteur en eindredacteur overgenomen van Hennah Draaibaar.